# 이브 생로랑
이브 앙리 도나 마티외생로랑(프랑스어: Yves Henri Donat Mathieu-Saint-Laurent, 1936년 8월 1일 ~ 2008년 6월 1일)은 프랑스의 패션 디자이너이다. 그는 크리스티앙 디오르의 제자로, 크리스티앙 디오르의 급작스러운 사망 이후 21살이라는 어린 나이에 그를 뒤이을 수석 디자이너로 임명된다. 1966년 처음으로 여성 정장에 바지 정장을 도입하였으며 사파리 재킷을 고안하였다. 2008년 6월 1일 프랑스 파리의 자택에서 뇌종양으로 생을 마감했다. 대한민국에서는 흔히 그의 이름을 입생로랑이라고도 표기하나 이브 생로랑이 맞는 표기이다.

## 생애
소위 이브 생 로랑이라 불리는, 이브 앙리 도나 마티외생로랑은 1936년 8월 1일 프랑스령 프랑스령 알제리 오랑에서 태어나 2008년 6월 1일 프랑스 파리에서 생을 마감했다. 그는 프랑스의 패션 디자이너로서 세계에서 가장 유명한 패션 디자이너들 중 한 명이며, 그의 오트 쿠튀르는 20세기 역사의 일부를 장식했다.
파리의 크리스티앙 디오르 (기업)에서 일하기 전까지 이브 생 로랑은 자신이 태어난 도시인 오랑에서 젊은 시절을 보냈다. 재능 있는 디자이너로서 그는 점차 회사에 영향력을 끼쳤고 갑작스러운 크리스티앙 디오르의 사망 이후 그 자리를 이었다. 그곳에서 그는 그의 첫 번째 컬렉션인 "트라페즈"를 선보이고 21살이라는 젊은 나이에 대성공을 거뒀다. 몇 년 뒤 그는 자신의 이름으로 된 회사를 차리기 위해 회사 동료인 피에르 베르제와 함께 몽테뉴 거리의 화려한 회사를 나왔다. 피에르 베르제는 이브 생 로랑이 죽기 전까지 그의 회사를 계속 다녔다. 1962년 그의 첫 번째 오트 쿠튀르 컬렉션이 발표되고, 뒤이어 수많은 옷들이 등장했다. 그의 예술적 취향을 드러내는 몬드리안 원피스와 "팝아트" 컬렉션, 르 스모킹, 남성복의 전유물이던 투피스 바지 정장, 기능적인 옷을 멋지게 바꿔놓은 사하리엔느, 허벅지까지 오는 부츠, 성 혁명 시기에 많은 논평을 불러일으킨 속이 비치는 블라우스 등. 살아생전 이국적인 것에 관심이 많던 그는 아시아와 아프리카 출신의 모델들을 처음으로 런웨이에 세웠다. 모더니스트이자 시대에 발맞춰 움직이는 사람이던 그는 오트 쿠튀르와 함께 리브 고쉬 라는 이름의 고급 기성복 브랜드를 만들고, 이는 수많은 디자이너들의 귀감이 되었다. 그 시기 이브 생 로랑은 모로코를 발견하고 그로부터 15년 뒤 그곳의 마조렐 정원을 매입했다.
1970년대에는 "리베라씨옹" 컬렉션이 크게 영향을 줬다. 그는 런웨이를 통해 앙리 마티스와 빈센트 반 고흐와 같은 화가들, 러시아("러시아 오페라 발레" 컬렉션)와 아시아(오피움 향수로 상징되는 컬렉션)와 같은 먼 영감처들에게 경의를 표했다. 또한 그는 알코올 중독, 마약 중독, 약물 중독과 같은 "거짓 친구들"에게 빠졌다. 그로부터 10년 뒤 그는 "피카소" 컬렉션을 또 한 번 선보였다. 그 사이 회사는 향수, 화장품, 액세서리 부문을 성공시키며 성장했다. 1990년대 말 기성복을 구상하는데 지친 그는 2002년에 마지막으로 선보이게 될 오트 쿠튀르에 집중했다.
그는 언제나 여성들에게(빅투아, 베티 카트루, 카트린 드뇌브, 카투샤 등) 둘러싸여 영감을 얻고 그들을 위해 옷을 만들었다. 여러 클래식한 여성복들을 비롯해 패션계에 위대한 유산을 남긴 그는 2008년 숨을 거두었다. 미술계, 영화계, 출판계는 끊임없이 그를 오마주 하고 있다.

### 디오르에 있던 시절
파리 의상 조합 학교에 잠깐 다닌 뒤 그는 1955년 보그 프랑스의 편집장이던 미쉘 드 브루노프에 의해 크리스티앙 디오르에게 소개되어 그의 어시스턴트로 일하게 되었다.
1957년 디오르의 사망 이후, 생 로랑은 크리스티앙 디오르 (기업)의 수석 디자이너를 맡았다. 1958년 1월 그는 첫 번째 컬렉션 "트라페즈"를 선보이며 대성공을 거뒀다. 하지만 그는 프랑스 파리의 군병원인 발 드 그라스에 징병되어 1960년 회사로부터 면직당하고, 수석 디자이너 자리는 마르크 보앙으로 바뀌게 되었다.

### 이브 생 로랑 하우스

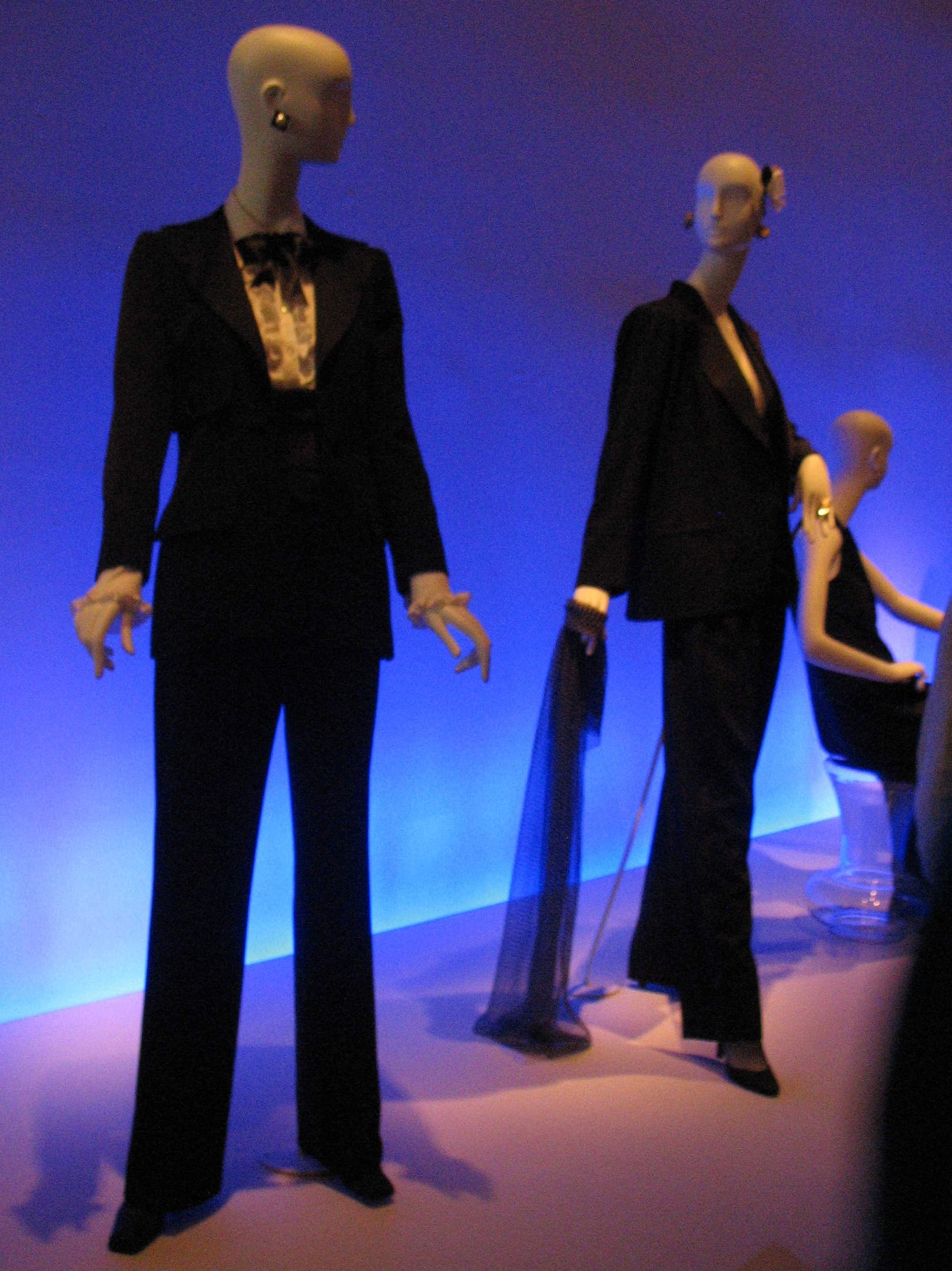
이브 생 로랑의 르 스모킹, 여성용 이브닝 바지정장

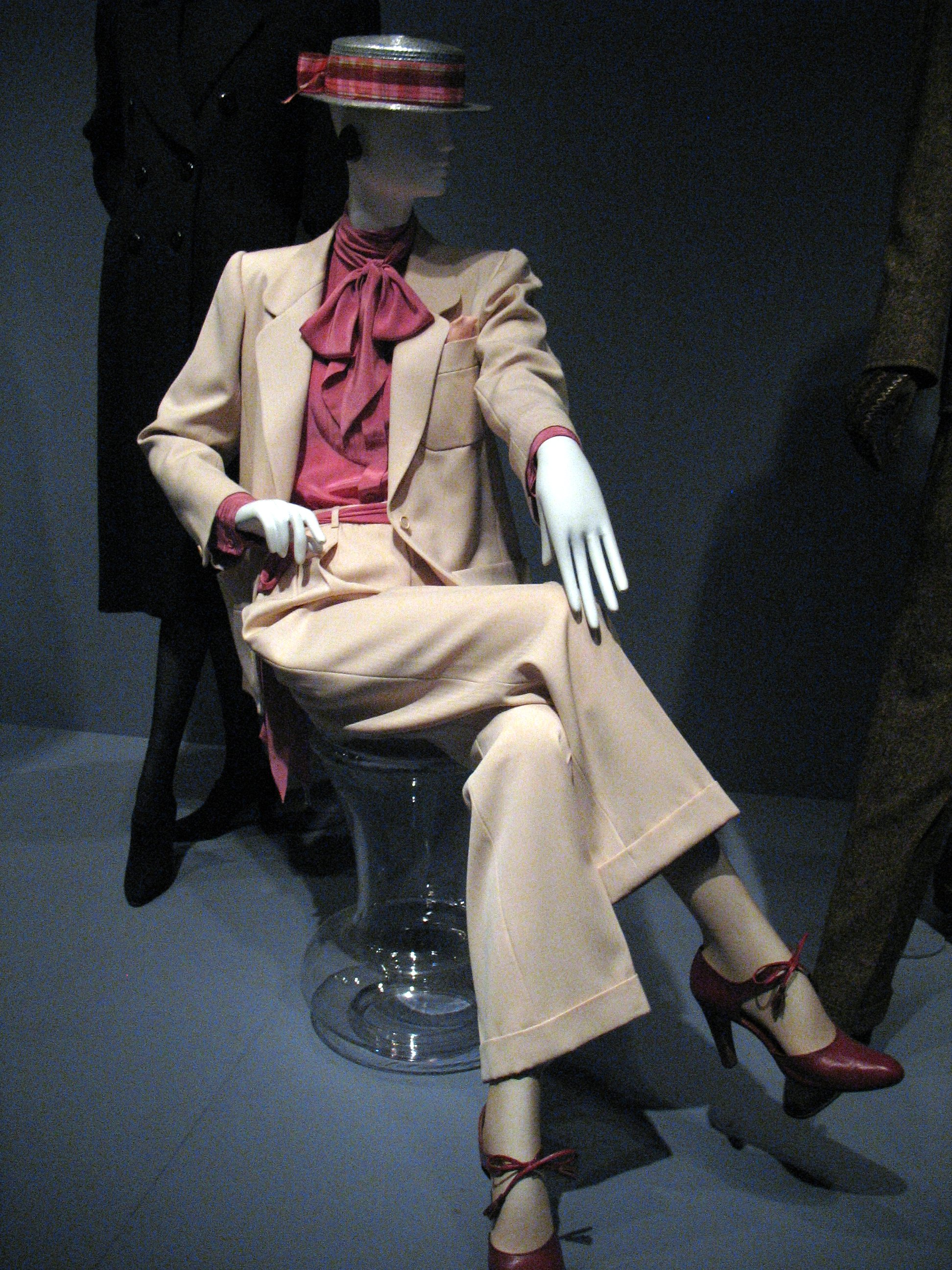
이브 생 로랑의 여성용 투피스 바지 정장

이브 생 로랑은 피에르 베르제와 함께 자신만의 의상실을 만들기로 결심했다. 피에르 베르제는 생 로랑이 1958년 디오르에서 만난 회사 동료였다. 그들은 미국의 기업가 J.맥 로빈슨으로부터 그들을 재정적으로 지원을 받았다. 두 사람은 1961년 회사의 브랜드 로고를 만들기 위해 그래픽 디자이너 카상드르를 불렀다.
첫 번째 컬렉션은 1962년 1월 29일 파리 스폰티니 거리 2번지에서 공개되었다. 그들은 그곳에서 12년 동안 머물며 현대적인 여성 옷을 만들었다. 1962년부터 그는 카방과 트렌치코트에 새로운 의미를 부여하고, 1966년 여성을 위한 턱시도(르 스모킹), 1967년 사파리엔느와 정장 바지, 1968년 시스루 옷과 점프슈트를 창시했다. 그는 여성 고유의 특성은 유지하되 남성복의 코드를 이용하여 여성들에게 자신감과 과감함, 힘을 가져다줬다. 그는 자신이 청바지를 발명해내지 못한 것이 후회된다고 말했다.
생 로랑은 부유한 고객 뿐만 아니라 모든 여성들이 오트 쿠튀르를 입길 원했다. 그 결과 1966년 파리에 유명 여성복 디자이너가 만든 최초의 기성복 부티크 Saint Lauren rive gauche 가 생기게 되었다. 기성복을 위한 컬렉션은 외부 기업가에 의해 실현되고 이는 즉각적인 성공을 이뤘다. 부티크는 프랑스 전역을 비롯해 1968년 뉴욕, 1969년 런던에 생기고, 같은 해인 1969년에는 첫번째 남성 부티크가 지어졌다.
1950년대 말 이후부터 그는 연극, 발레, 영화 의상을 제작했다. 그는 1959년부터 롤랑드 쁘띠와 콜라보하여 발레 의상을 만들었다.
그는 흑인 모델들을 런웨이에 세운 최초의 디자이너들 중 한 명이었다. 1962년 피델리아가 첫 번째로 무대에 섰고 그 뒤를 이어 카투샤 니안, 팻 클리브랜드, 레베가 아요코, 이만 압둘마지드가 런웨이에 올랐다.
그의 또 다른 뮤즈들은 디오르에서 알게 된 모델들 중 한 명인 빅투아, 자신과 쌍둥이라고 느낀 베티 캬트루(그는 그녀의 딸 클로드의 대부이다), 다니엘 루케 드 생 제르맹, 루루 드 라 팔레즈, 배우 탈리타 폴 게티가 있었다. 1970년대와 1980년대 초 무렵, 난 켐프너와 디안 불팅 캐설리 반델리는 부르주아와 호화 부유층 사이에서 유명한 인사들이었다.
1974년 생로랑과 피에르 베르제는 파리의 마르소 거리 5번가에 가게를 차리고, 생로랑은 그곳에서 자신만의 스타일을 여실히 드러냈다. 그는 오트 쿠튀르 컬렉션을 매개로 화가들에게 경의를 표했다. 1965년 몬드리안 원피스, 1966년 "팝 아트" 원피스, 1970년대 파블로 피카소 컬렉션과 세르게이 댜길레프 컬렉션, 1980년대 앙리 마티스장, 콕토조르주, 브라크, 빈센트 반 고흐, 기욤 아폴리네르 컬렉션 등. 또한 1967년 그는 아프리카를 오마주 했다.
매년 12월 1일과 6월 1일 생로랑은 오트 쿠튀르 컬렉션을 구상하기 위해 마라케시에 2주 동안 머물렀다. 1966년에 모로코를 처음 발견한 이후 그곳은 그의 작업과 색감들에 엄청난 영감을 주었다. 또한 상상으로 하는 여행(일본, 인도, 러시아, 중국, 스페인)은 컬렉션을 만드는데 있어 영감의 원천이었다.
1980년 그는 피에르 베르제와 함께 프랑스인 쟈크 마조렐이 설립한 마조렐 정원(마라케시의 식물원)을 매입했다. 그들은 이 정원을 대중들에게 개방했다.
다이애나 브릴랜드의 제안으로 1983년 뉴욕 메트로폴리탄 미술관에서 그의 회고전이 열렸다. 해당 미술관에서 살아있는 디자이너의 전시회를 개최한 것은 이브 생 로랑이 최초였다. 이후 1986년 베이징, 모스크바, 시드니, 도쿄 그리고 파리에서 차례차례 전시회가 열렸다.
1990년 "오마주" 컬렉션은 마릴린 먼로, 카트린 드뇌브, 지지 장메르, 마르셀 프루스트, 베르나르 뷔페와 같은 유명인들에게 영감을 받아 이루어졌다.
1998년 프랑스 월드컵 시기에 생로랑은 300명의 모델을 스타드 드 프랑스 경기장에 세웠고, 이 행사를 통해 생로랑의 작품들은 전국에 전파되었다.

2002년 7월 1일 그는 언론 기자회견에서 자신의 은퇴를 공표했다. 다가오는 7월 22일 조르주 퐁피두 센터에서 300명이 넘는 모델들과 함께 40년간 이루어진 그의 업적들을 회고했다. 그의 마지막 S/S 컬렉션은 2002년이다.
은퇴 이후 생 로랑은 2002년에 창설된 피에르 베르제-이브 생 로랑 재단의 활동에 몰두했다.
2008년 6월 1일 생로랑은 자신의 저택인 바빌론가 55번지에서 뇌종양으로 71세의 나이에 생을 마감했다.
파리 생로슈 교회에서 열린 그의 장례식에는 많은 이들이 참석했다. 그의 어머니를 비롯해 수많은 정치계, 연예계 인사들(카트린 드뇌브, 레티티아 카스타, 프랑스 대통령 니콜라 사르코지와 그의 부인 카를라 브루니, 베르나데트 시락, 파라 팔라비(모하마드 레자 팔라비의 부인), 세계적 디자이너(장 폴 고티에와 발렌티노 가라바니) 그리고 기업가들(베르나르 아르노와 프랑수와 피노)이 참석했다. 피에르 베르제는 그들 앞에서 추모 연설을 했다.
그의 유골은 마라케시의 마조렐 정원에 뿌려졌다.

## 이브 생 로랑 기업

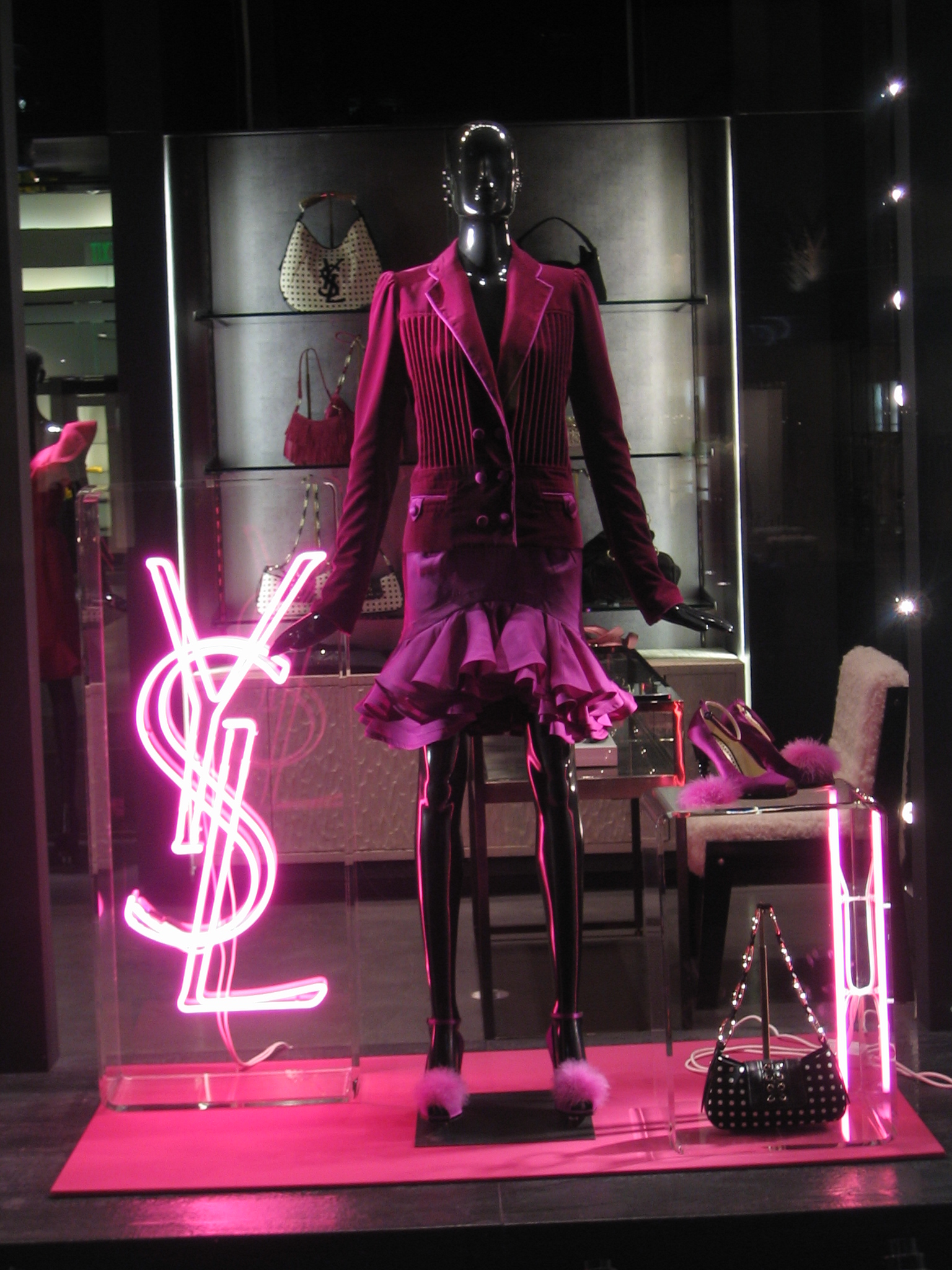
캘리포니아주 로스앤젤레스 베벌리힐스 로데오 드라이브에 있는 이브 생 로랑 쇼윈도우

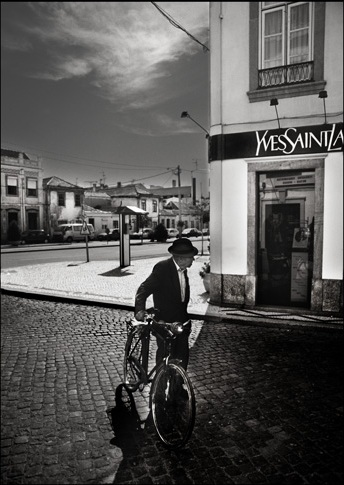
포르투갈에 있는 YSL 부티크

1993년 이브 생 로랑 기업은 사노피에 매각되었다. 그러나 향수와 코스메틱 부문을 제외하고, 이브 생 로랑과 피에르 베르제는 회사의 경영권을 지켰다.
1998년 생 로랑은 기성복 리브 고쉬 컬렉션을 기획하는 것을 중단했다. 알베르 엘바즈는 여성 기성복 크리에이티브 디렉터로, 에디 슬리먼은 남성 기성복 크리에이티브 디렉터로 그의 자리를 계승했다. 두 사람은 생 로랑 리브 고쉬 라는 브랜드명 하에 컬렉션의 일부만을 제작했다. 1999년 엘프 사노피 회사는 이브 생 로랑 그룹을 구찌 회사에 팔았다. 프랑수와 피노(그룹 케링의 창시자)는 미국의 톰 포드를 기성복 크레에이티브 디렉터로 불러 브랜드를 알렸다. 분리 되어있던 오트 쿠튀르 라인은 아르테미스 그룹을 통해 프랑수와 피노의 소유가 되었다. 크리에이티브 디렉터는 톰 포드에서, 2004년 스테파노 필라티로, 2012년 에디 슬리먼으로, 2016년 안토니 바카렐로로 교체됐다.
매입 이후에도 생로랑과 베르제는 오트 쿠튀르 라인의 독점적인 경영권을 이어갔다. 2002년 이브 생 로랑의 은퇴를 끝으로 오트 쿠튀르 하우스는 그 문을 닫았다. 어떠한 디자이너도 그 자리를 매울 수 없을 것이다. 같은 해에 창설된 피에르 베르제-이브 생 로랑 재단은 오트 쿠튀르 매장이 있던 마르소 거리의 옛 사저에 2004년 문을 열었다. 재단은 프랑스를 더불어 전 세계에 이브 생 로랑의 작품을 전파하는 것을 목적으로 하고 있다.
2008년 구찌 그룹은 향수와 코스메틱 부분을 로레알에게 양도하고 오직 기성복 부분만을 맡았다.
2002년 12월 5일 창설된 피에르 베르제-이브 생 로랑 재단은 재단의 자금을 구성하고 있는 5000여 벌의 오트 쿠튀르와 150,000여 개의 장신구, 스케치, 그 밖의 잡화용품들을 보존하고, 패션, 그림, 사진, 장식예술의 테마에 맞는 전시회를 개최하며, 교육적, 문화적 활동에 지원하는 것을 목적으로 하고 있다.
2004년 3월 10일 재단은 "이브 생 로랑, 예술과의 대화"라는 전시회를 통해 그 문을 열어 2007년에는 스페인에서 카이사 갈리시아 재단에 의해 유치되었다. 2008년 몬트리올 미술관에 뒤이어 샌프란시스코의 드 영 뮤지엄에서도 이브 생 로랑 회고전이 열렸다.
창립 이후 재단은 이브 생 로랑을 위해 6번의 전시회를 개최하고 로버트 윌슨 (연극 감독)의 라 퐁텐 우화집 만큼이나 다양한 전시회들을 열었다. 가령 사진작가 앙드레 오스티에와 데이비드 세이드너의 작품 전시회, 모로코, 러시아, 인도의 의상 전시회, 실내 장식가 장 미셸 프랭크 전시회, 공허함을 테마로 한 전시회 등. 또한 2010년 가을, 재단은 영국의 예술가 데이비드 호크니의 그림들을 아이패드와 아이폰에 선보이고, 2012년 1월 사진작가 지젤 프룬드 전시회를 열었다.
피에르 베르제-이브 생 로랑 재단은 2010년 파리의 쁘띠 팔레에서, 2013년 5월 오랑(이브 생 로랑의 탄생지)의 르 메르디앙 호텔에서 이브 생 로랑의 회고전을 열었다.
재단은 이브 생 로랑 전용의 미술관을 두 개 지었는데 하나는 마라케시에 있으며, 나머지 하나는 파리에 있다. 두 미술관 모두 2017년에 열렸다.

### 이브 생 로랑-피에르 베르제 컬렉션의 판매
2009년 2월 크리스티스와 피에르 베르제 연합 주관하에 그랑 팔레 홀에서 피에르 베르제와 이브 생 로랑이 수집한 733점의 걸작 소장품이 경매에 붙여졌다. 피카소, 마티스, 피트 몬드리안, 페르낭 레제의 그림들, 고대 이집트의 조각들, 예술품 등 다양한 작품들이 있었다. 그중에는 르네상스 시대 리모주 지역의 아름다운 칠보 모음도 있었다. 두 사람은 1950년대부터 물건을 수집하기 시작했고 주구매처는 니콜라와 알렉시스 쿠젤의 골동품 상점이었다.
이브 생 로랑의 부재 이후 피에르 베르제는 더 이상 수집을 할 이유가 없다고 판단했다. 생 로랑 없이 수집의 의미 대부분이 사라졌다고 생각했기 때문이다.
경매 첫날 앙리 마티스의 작품 푸른색과 핑크색 양탄자 위의 앵초꽃이 꽂힌 꽃병(1911)이 3천2백만 유로에 팔렸다. 이브 생 로랑은, 1986년 보그 잡지 촬영 당시, 해당 그림 아래에서 사진 찍은 적이 있다.
총 3억7천5백만 유로에 달하는 경매의 수익금은 피에르 베르제-이브 생 로랑 재단과 에이즈 연구에 기부된다.

### 이브 생 로랑의 전기영화들
이브 생 로랑은 여러 전기영화의 주인공이 되었다. 그의 디자이너 인생은 동일 해 두 번 스크린에 올라갔다. 배급사와 스튜디오가 다른 두 영화는 거의 동시에 제작되었다. 두 영화, 《이브 생로랑》과 《생로랑》은 각각 2014년 1월, 4월에 개봉되어야 했지만 영화의 중복을 피하기 위해 후자는 2014년 9월에 개봉되는 것으로 변경됐다.
처음 개봉된 잘리 레스베르 감독의 《이브 생로랑》에서 피에르 니네가 이브 생 로랑 역을 맡았고, 피에르 베르제 역으로는 기욤 갈리엔느가 출현했다. 영화는 피에르 베르제의 승인하에 그들이 데뷔한 시점인 1957년부터 디자이너의 인생을 회고한다.
두 번째 영화인 베르트랑 보넬로 감독의 《생로랑》에서는 가스파르 울리엘이 이브 생 로랑 역을 맡았고, 페르제 역으로는 제레미 르니에르, 나이 든 이브 생 로랑 역에 헬무트 베르거가 참여했다. 피에르 베르제는 해당 영화의 촬영에 찬성하지 않고 제작자 측이 기록을 참조하는 것을 허용하지 않았다. 영화는 디자이너의 희로애락 시기인 1967년부터 1976년에 초점을 둔다. 이 시기는 그가 직업적으로 인정을 받은 시기인 동시에 개인적으로 힘든 시간을 보낸 시간이기도 했다. 영화는 제67회 칸 영화제에 선정되었다.

## 경력
- 2002. 1 ~ 파리 퐁피두 센터 패션쇼
- 1957 ~ 크리스티앙 디오르 디자이너
- 1953 ~ 크리스티앙 디오르 입사

## 수상 내역
- 1985 레지옹 도뇌르 훈장
- 1981 미국패션디자이너협회(CFDA)상
- 1952 국제양모사무국 디자인콘테스트 드레스부문 1위